# Hypoponera aliena
Hypoponera aliena är en myrart som först beskrevs av Smith 1858.  Hypoponera aliena ingår i släktet Hypoponera och familjen myror. Inga underarter finns listade i Catalogue of Life.